# 大杉谷村 (三重県)
大杉谷村（おおすぎたにむら）は三重県多気郡にあった村。現在の大台町の西端、宮川の最上流域にあたる。

## 地理
- 山岳：白倉山、古ヶ丸山、江股ノ頭、池木屋山、国見山、小森山、仙千代ヶ峰、大河内山、堂倉山、大台ヶ原山、三津河落山
- 河川：宮川
- 渓谷：大杉谷

## 歴史
- 1889年（明治22年）4月1日 - 町村制の施行により、岩井村・檜原村・久豆村・大杉村の区域をもって発足。
- 1959年（昭和34年）1月10日 - 宮川村と合併し、改めて宮川村が発足。同日大杉谷村廃止。

## 交通
- 森林鉄道
  - 大杉谷森林鉄道